# RasenBallsport Leipzig 2016-2017
Questa voce raccoglie le informazioni riguardanti il RasenBallsport Leipzig nelle competizioni ufficiali della stagione 2016-2017.

## Maglie e sponsor
Per l'ottava stagione consecutiva lo sponsor principale di maglia è Red Bull, azienda de facto proprietaria dell'RB Lipsia. Il secondo logo commerciale apposto sulla maglia è quello di Hermes Europe, sponsor principale dei campionati di 1. e 2. Bundesliga.
Il fornitore tecnico è Nike (alla terza stagione di rapporto con il club sassone e più in generale con buona parte delle squadre della "galassia" Red Bull), che presenta due divise declinate sulla base del modello denominato Vapor kit (introdotto in occasione di Euro 2016 e successivamente implementato sulle casacche di tutti i club e squadre nazionali di maggior prestigio tra quelli sotto contratto con l'azienda statunitense) e una terza di tipo diverso.
La prima divisa si compone di una maglietta bianca con una striscia in piping a delimitare l'area delle spalle e delle maniche (realizzata con un tessuto differente rispetto all'area torsale e dorsale), colletto a girocollo bordato posteriormente da una riga rossa e due fasce egualmente rosse che corrono lungo i fianchi e la parte ascellare delle maniche. I calzoncini sono rossi con fasce laterali bianche sui fianchi (che si raccordano con le finiture della maglia), mentre i calzettoni sono bianchi. Le personalizzazioni sono di colore rosso su maglia e calze e bianche sui calzoncini.
La seconda maglia (che condivide le caratteristiche strutturali della prima) è blu scuro; il bordo del colletto assume un colore giallo dorato, che si armonizza con la tinta dominante dei calzoncini. Una fascia rossa abbraccia i fianchi della maglia, la parte ascellare delle maniche e i lati dei calzoncini. I calzettoni sono blu notte. Le personalizzazioni sono di colore giallo dorato sulla maglia, rosse sui calzoncini e ancora gialle sui calzettoni.
Estremamente semplice è il terzo completo: maglia, calzoncini e calzettoni rossi con personalizzazioni bianche, senza particolari dettagli di rifinitura.
Tutte le maglie presentano stampigliato sulla parte posteriore del colletto il soprannome Die Roten Bullen (i tori rossi) connotante il club ed evocante il brand Red Bull.
| 1ª divisa | 2ª divisa | 3ª divisa |

## Rosa
| N. |                      | Ruolo | Calciatore            |
| -- | -------------------- | ----- | --------------------- |
| 1  | Svizzera (bandiera)  | P     | Fabio Coltorti        |
| 3  | Brasile (bandiera)   | C     | Bernardo              |
| 4  | Germania (bandiera)  | D     | Willi Orban           |
| 5  | Grecia (bandiera)    | D     | Kyriakos Papadopoulos |
| 6  | Germania (bandiera)  | C     | Rani Khedira          |
| 7  | Austria (bandiera)   | A     | Marcel Sabitzer       |
| 8  | Mali (bandiera)      | C     | Naby Keïta            |
| 9  | Danimarca (bandiera) | A     | Yussuf Poulsen        |
| 10 | Svezia (bandiera)    | C     | Emil Forsberg         |
| 11 | Germania (bandiera)  | A     | Timo Werner           |
| 13 | Austria (bandiera)   | C     | Stefan Ilsanker       |
| 16 | Germania (bandiera)  | D     | Lukas Klostermann     |
| 17 | Francia (bandiera)   | D     | Dayot Upamecano       |

| N. |                        | Ruolo | Calciatore                |
| -- | ---------------------- | ----- | ------------------------- |
| 18 | Stati Uniti (bandiera) | A     | Terrence Boyd             |
| 19 | Scozia (bandiera)      | C     | Oliver Burke              |
| 20 | Germania (bandiera)    | D     | Benno Schmitz             |
| 21 | Germania (bandiera)    | P     | Marius Müller             |
| 23 | Germania (bandiera)    | D     | Marcel Halstenberg        |
| 24 | Germania (bandiera)    | C     | Dominik Kaiser (capitano) |
| 27 | Germania (bandiera)    | A     | Davie Selke               |
| 31 | Germania (bandiera)    | C     | Diego Demme               |
| 32 | Ungheria (bandiera)    | P     | Péter Gulácsi             |
| 33 | Germania (bandiera)    | D     | Marvin Compper            |
| 35 | Ungheria (bandiera)    | C     | Zsolt Kalmár              |
| 36 | Germania (bandiera)    | D     | Ken Gipson                |
| 40 | Germania (bandiera)    | C     | Idrissa Touré             |

## Calciomercato

### Sessione estiva
| Acquisti | Acquisti              | Acquisti          | Acquisti               |
| R.       | Nome                  | da                | Modalità               |
| -------- | --------------------- | ----------------- | ---------------------- |
| P        | Marius Müller         | Kaiserslautern    | definitivo (1,7 mln €) |
| D        | Bernardo              | Salisburgo        | definitivo (6 mln €)   |
| D        | Kyriakos Papadopoulos | Bayer Leverkusen  | prestito (1,5 mln €)   |
| D        | Benno Schmitz         | Salisburgo        | prestito (0,8 mln €)   |
| C        | Oliver Burke          | Nottingham Forest | definitivo (15 mln €)  |
| C        | Zsolt Kalmár          | FSV Francoforte   | fine prestito          |
| C        | Naby Keïta            | Salisburgo        | definitivo (15 mln €)  |
| A        | Omer Damari           | Salisburgo        | fine prestito          |
| A        | Timo Werner           | Stoccarda         | definitivo (10 mln €)  |

| Cessioni | Cessioni          | Cessioni       | Cessioni   |
| R.       | Nome              | a              | Modalità   |
| -------- | ----------------- | -------------- | ---------- |
| D        | Anthony Jung      | Ingolstadt 04  | prestito   |
| D        | Atınç Nukan       | Beşiktaş       | prestito   |
| D        | Georg Teigl       | Augusta        | svincolato |
| C        | Massimo Bruno     | Anderlecht     | prestito   |
| C        | Stefan Hierländer | Sturm Graz     | svincolato |
| A        | Omer Damari       | N.Y. Red Bulls | prestito   |
| A        | Nils Quaschner    | Duisburg       | prestito   |

### Sessione invernale
| Acquisti | Acquisti        | Acquisti       | Acquisti              |
| R.       | Nome            | da             | Modalità              |
| -------- | --------------- | -------------- | --------------------- |
| D        | Dayot Upamecano | Salisburgo     | definitivo (10 mln €) |
| A        | Omer Damari     | N.Y. Red Bulls | fine prestito         |

| Cessioni | Cessioni              | Cessioni      | Cessioni   |
| R.       | Nome                  | a             | Modalità   |
| -------- | --------------------- | ------------- | ---------- |
| D        | Kyriakos Papadopoulos | Amburgo       | prestito   |
| C        | Idrissa Touré         | Schalke 04    | definitivo |
| A        | Omer Damari           | Maccabi Haifa | prestito   |

## Risultati

### Bundesliga

#### Girone d'andata
| Arbitro: | Stieler |

|                  |           |                         |
| Rupp 55’ Uth 83’ | Marcatori | 58’ Kaiser 90’ Sabitzer |

| Arbitro: | Stark |

|           |           |  |
| Keïta 89’ | Marcatori |  |

| Arbitro: | Kampka |

|  |           |                                                 |
|  | Marcatori | 66’ (rig.) Forsberg 72’, 77’ Werner 90+2’ Selke |

| Arbitro: | Gräfe |

|           |           |             |
| Werner 6’ | Marcatori | 84’ Johnson |

| Arbitro: | Cortus |

|           |           |          |
| Ōsako 25’ | Marcatori | 5’ Burke |

| Arbitro: | Osmers |

|                          |           |        |
| Forsberg 11’ Poulsen 52’ | Marcatori | 14’ Ji |

| Arbitro: | Stegemann |

|  |           |              |
|  | Marcatori | 70’ Forsberg |

| Arbitro: | Hartmann |

|                            |           |            |
| Keïta 42’, 74’ Selke 90+5’ | Marcatori | 76’ Gnabry |

| Arbitro: | Stark |

|  |           |                   |
|  | Marcatori | 57’, 81’ Sabitzer |

| Arbitro: | Fritz |

|                             |           |          |
| Werner 3’, 44’ Forsberg 21’ | Marcatori | 74’ Bell |

| Arbitro: | Brych |

|                       |           |                                                 |
| Kampl 1’ Brandt 45+2’ | Marcatori | 4’ (aut.) Baumgartlinger 67’ Forsberg 81’ Orban |

| Arbitro: | Brand |

|                   |           |                                       |
| Niederlechner 15’ | Marcatori | 2’ Keïta 21’, 35’ Werner 79’ Sabitzer |

| Arbitro: | Dankert |

|                                       |           |               |
| Werner 2’ (rig.) Kolašinac 47’ (aut.) | Marcatori | 31’ Kolašinac |

| Arbitro: | Schmidt |

|           |           |  |
| Roger 12’ | Marcatori |  |

| Arbitro: | Fritz |

|                      |           |  |
| Werner 40’ Orban 62’ | Marcatori |  |

| Arbitro: | Zwayer |

|                                                   |           |  |
| Thiago 17’ Xabi Alonso 25’ Lewandowski 45’ (rig.) | Marcatori |  |

| Arbitro: | Aytekin |

|                                            |           |  |
| Compper 6’ Werner 45+4’ Vallejo 67’ (aut.) | Marcatori |  |

#### Girone di ritorno
| Arbitro: | Stark |

|                         |           |           |
| Werner 38’ Sabitzer 77’ | Marcatori | 18’ Amiri |

| Arbitro: | Stieler |

|                |           |  |
| Aubameyang 35’ | Marcatori |  |

| Arbitro: | Stegemann |

|  |           |                                        |
|  | Marcatori | 18’ Papadopoulos 24’ Walace 90+3’ Hunt |

| Arbitro: | Zwayer |

|                 |           |                         |
| Vestergaard 81’ | Marcatori | 31’ Forsberg 55’ Werner |

| Arbitro: | Fritz |

|                                  |           |           |
| Forsberg 5’ Maroh 34’ Werner 65’ | Marcatori | 53’ Ōsako |

| Arbitro: | Ittrich |

|                                |           |                        |
| Stafylidīs 19’ Hinteregger 60’ | Marcatori | 25’ Werner 52’ Compper |

| Arbitro: | Brand |

|  |           |          |
|  | Marcatori | 9’ Gómez |

| Arbitro: | Dingert |

|                                        |           |  |
| Junuzović 34’ Grillitsch 59’ Kainz 90’ | Marcatori |  |

| Arbitro: | Dankert |

|                                       |           |  |
| Keïta 12’, 80’ Forsberg 67’ Orban 79’ | Marcatori |  |

| Arbitro: | Stieler |

|                                |           |                                   |
| Samperio 69’ (rig.) Mutō 90+1’ | Marcatori | 48’ Sabitzer 52’ Werner 81’ Keïta |

| Arbitro: | Kampka |

|               |           |  |
| Poulsen 90+3’ | Marcatori |  |

| Arbitro: | Gräfe |

|                                            |           |  |
| Poulsen 36’ Werner 42’ Keïta 51’ Demme 90’ | Marcatori |  |

| Arbitro: | Perl |

|               |           |            |
| Huntelaar 46’ | Marcatori | 14’ Werner |

| Lipsia 29 aprile 2017, ore 15:30 CEST 31ª giornata | RB Lipsia | 0 – 0 referto | Ingolstadt 04 | Red Bull Arena (41 053 spett.)\| Arbitro: \| Siebert \| |
| Arbitro:                                           | Siebert   |               |               |                                                         |

| Arbitro: | Hartmann |

|                    |           |                                  |
| Khedira 85’ (aut.) | Marcatori | 11’, 54’ Werner 89’, 90+2’ Selke |

| Arbitro: | Stieler |

|                                                |           |                                                                 |
| Sabitzer 2’ Werner 29’ (rig.), 65’ Poulsen 47’ | Marcatori | 17’ (rig.), 84’ Lewandowski 60’ Thiago 90+1’ Alaba 90+5’ Robben |

| Arbitro: | Brych |

|                      |           |                          |
| Vallejo 83’ Blum 90’ | Marcatori | 25’ Sabitzer 56’ Poulsen |

### Coppa di Germania
| Arbitro: | Brych |

|                                          |                      |                                          |
| Kutschke 47’, 78’                        | Marcatori            | 15’ Sabitzer 45+1’ (rig.) Kaiser         |
| Testroet Stefaniak Teixeira Gogia Aosman | Tiri di rigore 5 – 4 | Kalmár Orban Ilsanker Kaiser Halstenberg |

## Statistiche

### Statistiche di squadra
| Competizione      | Punti       | In casa | In casa | In casa | In casa | In casa | In casa | In trasferta | In trasferta | In trasferta | In trasferta | In trasferta | In trasferta | Totale | Totale | Totale | Totale | Totale | Totale | DR  |
| Competizione      | Punti       | G       | V       | N       | P       | Gf      | Gs      | G            | V            | N            | P            | Gf           | Gs           | G      | V      | N      | P      | Gf     | Gs     | DR  |
| ----------------- | ----------- | ------- | ------- | ------- | ------- | ------- | ------- | ------------ | ------------ | ------------ | ------------ | ------------ | ------------ | ------ | ------ | ------ | ------ | ------ | ------ | --- |
| Bundesliga        | 67          | 17      | 12      | 2       | 3       | 35      | 16      | 17           | 8            | 5            | 4            | 31           | 23           | 34     | 20     | 7      | 7      | 66     | 39     | +27 |
| Coppa di Germania | primo turno | -       |         | -       | -       | -       | -       | 1            | 0            | 1            | 0            | 2            | 2            | 1      | 0      | 1      | 0      | 2      | 2      | 0   |
| Totale            | 67          | 12      | 12      | 2       | 3       | 35      | 16      | 18           | 8            | 6            | 4            | 33           | 25           | 35     | 20     | 8      | 7      | 68     | 41     | +27 |

### Andamento in campionato
| Giornata  | 1 | 2 | 3 | 4 | 5 | 6 | 7 | 8 | 9 | 10 | 11 | 12 | 13 | 14 | 15 | 16 | 17 | 18 | 19 | 20 | 21 | 22 | 23 | 24 | 25 | 26 | 27 | 28 | 29 | 30 | 31 | 32 | 33 | 34 |
| --------- | - | - | - | - | - | - | - | - | - | -- | -- | -- | -- | -- | -- | -- | -- | -- | -- | -- | -- | -- | -- | -- | -- | -- | -- | -- | -- | -- | -- | -- | -- | -- |
| Luogo     | T | C | T | C | T | C | T | C | T | C  | T  | T  | C  | T  | C  | T  | C  | C  | T  | C  | T  | C  | T  | C  | T  | C  | T  | C  | C  | T  | C  | T  | C  | T  |
| Risultato | N | V | V | N | N | V | V | V | V | V  | V  | V  | V  | P  | V  | P  | V  | V  | P  | P  | V  | V  | N  | P  | P  | V  | V  | V  | V  | N  | N  | V  | P  | N  |
| Posizione | 8 | 5 | 2 | 6 | 7 | 5 | 3 | 2 | 2 | 2  | 1  | 1  | 1  | 2  | 2  | 2  | 2  | 2  | 2  | 2  | 2  | 2  | 2  | 2  | 2  | 2  | 2  | 2  | 2  | 2  | 2  | 2  | 2  | 2  |

Legenda:

Luogo: C = Casa; T = Trasferta. Risultato: V = Vittoria; N = Pareggio; P = Sconfitta.